# Hochsee-Enklave im Ochotskischen Meer

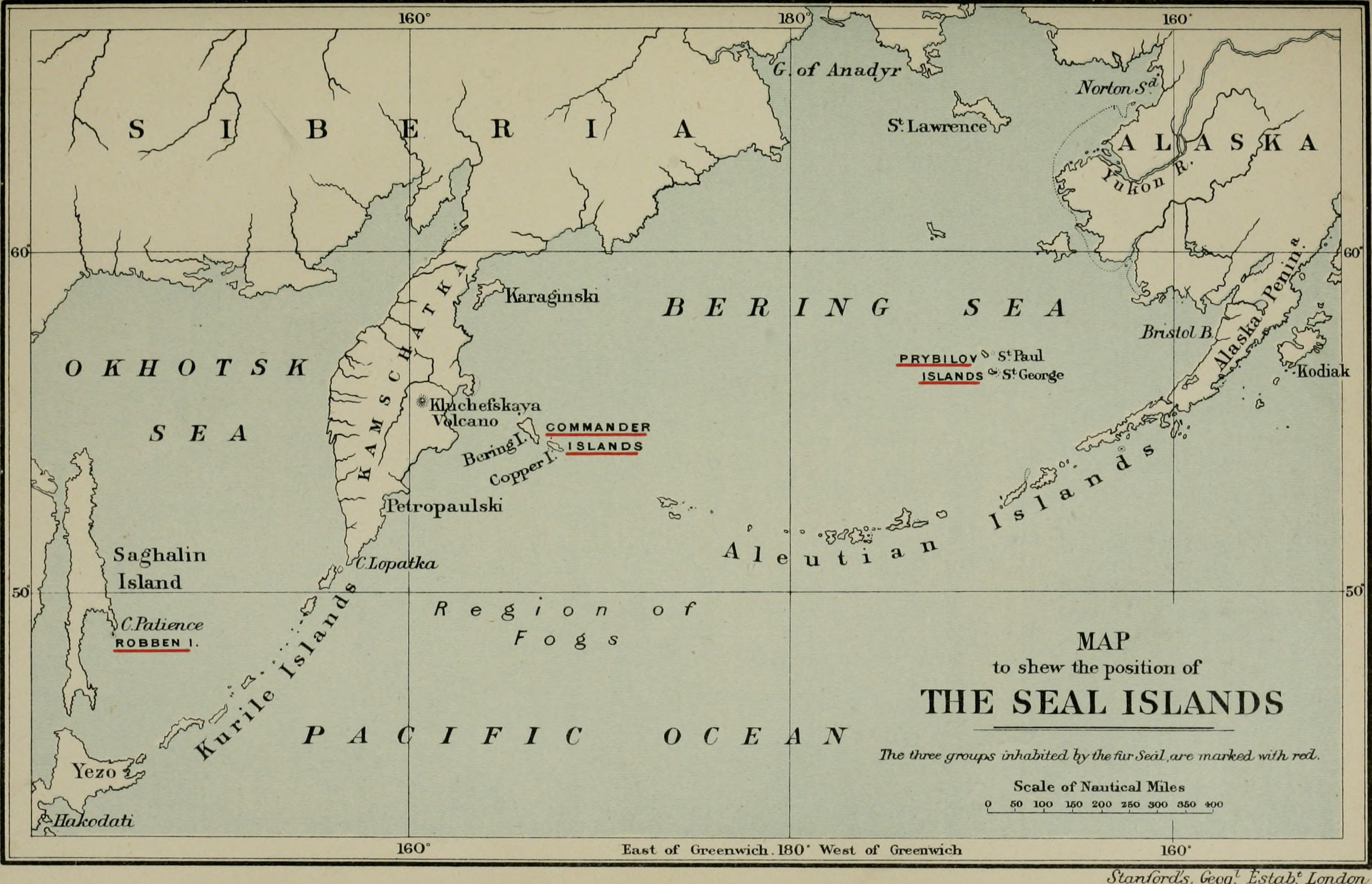
Ochotskisches Meer und Beringmeer auf einer Karte von 1886

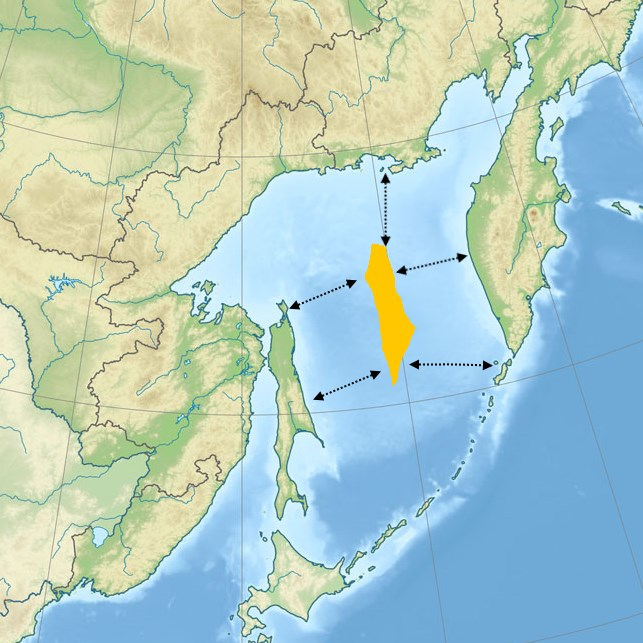
Das Erdnussloch mit 200-Seemeilen-Abständen russischer Landmassen

Aufgrund ihrer Form (wie eine Erdnuss) wird eine Meeresfläche im Ochotskischen Meer, die bzgl. Seerecht eine Hochsee-Enklave bildet, im Englischen Peanut Hole – auf Deutsch Erdnussloch – genannt.: S. 443. Da die Fläche weiter als 200 Seemeilen von allen umliegenden Landmassen entfernt liegt, gilt auf ihr das Seevölkerrecht, was ein Teil des internationalen Seerechts ist, auch wenn sämtliche umliegenden Landmassen zum selben Staat gehören. Die Fläche ist etwa 35 sm breit und 300 sm lang mit einer Oberfläche von ca. 10.500 Quadratseemeilen.
Diese Seerechts-Enklave wird vom Abstand zum russischen Festland im Norden, der Halbinsel Kamtschatka im Osten, der Inselkette Kurilen im Süden und der Insel Sachalin im Westen gebildet. Dieses Meeresgebiet ist in seiner 200-sm-Grenze, die die ausschließliche Wirtschaftszone territorialer Entitäten markiert, vollständig von russischem Hoheitsgebiet (Exclusive Economic Zone, EEZ) eingeschlossen und nicht mit anderen internationalen Gewässern verbunden. Innerhalb dieser EEZ kann Russland alleinig Fischfang betreiben oder Konzessionen an andere Staaten vergeben.
Die Enklave war von 1991 bis 2014 Gegenstand internationaler Streitigkeiten. Im März 2014 wurde die Meeresfläche der Verfügungsberechtigung Russlands zugesprochen, auch wenn die EEZ kein Hoheitsgebiet, sondern ein Gebiet besonderer Hoheitsrechte und effektiver Gerichtsbarkeit ist.
Ein ähnliches Gebilde existiert südlich der japanischen Hauptinseln. Im Unterschied zum Ochotskischen Meer wird diese Enklave aber nicht von festen Landmassen, sondern von Inselketten geformt, die einen wesentlich höheren Meerwasseraustausch und Wechsel von Fischbeständen erlauben. Weitere Hochsee-Enklaven gibt es im Europäischen Nordmeer, in der Barentssee, im Beringmeer und im Golf von Mexiko. Siehe auch die Karte im Artikel Internationale Gewässer.

## Unklare Nutzungsrechte
Das Ochotskische Meer besitzt eine reiche Biodiversität und hohe Fischvorkommen. Der Fang von Seelachs ist der wichtigste Wirtschaftsfaktor für diese Region Russlands. Japan, Südkorea, Polen und China hatten Konzessionen erworben, um innerhalb der russischen EEZ Seelachs fischen zu dürfen. Im Herbst 1991 begannen viele andere Nationen, im Erdnussloch nach Seelachs zu fischen. Russland befürchtete, dass das ökologische Gleichgewicht gestört würde, wenn dem Meer zu viel Fisch entnommen würde, da das ganze Ochotskische Meer ein Lebensraum für die Fische sei, und brachte das Thema in die Konferenz der Vereinten Nationen (UN) ein. Es sprach von übermäßigem Raubbau und straddling stock (angespannte Lage der Fischbestände).: S. 446 Es kam zu Zwischenfällen, wenn russische Behörden ausländische Fischerboote am Fang hindern wollten,.  Die russischen Behörden standen unter Druck von Seiten der einheimischen Fischereiindustrie, die russische Gerichtsbarkeit auf die Enklave im Ochotskischen Meer auszudehnen. Die UN befürchtete, „ein solches Vorgehen würde die Lebensfähigkeit des Seerechtsübereinkommens der Vereinten Nationen von 1982 beeinträchtigen und könnte die weitere Lebensfähigkeit des EEZ-Regelwerks weltweit gefährden, wenn andere Staaten ihre Hoheitsgewalt auch auf ihre eigenen gebietsübergreifenden Bestände vergrößern.“: S. 446–447 Bis 1992 waren die Seelachs-Bestände signifikant zurückgegangen. Während 1989 noch 1,4 Mio. t Fisch dem Meer entnommen werden konnte, gingen die Fänge 1992 auf unter 7000 t zurück.: S. 454
Zwei Ereignisse lösten das Problem unabhängig voneinander. 1993 beschlossen die vier Länder, die mit Russland Konzessionsvereinbarungen geschlossen hatten, bis Herbst 1995 nicht in der Hochsee-Enklave zu fischen, damit sich die Seelachsbestände erholen könnten, ließen aber offen, wie es danach weitergehen würde.: S. 454 Zur gleichen Zeit gab es im Beringmeer ebenfalls Fischereistreitigkeiten um internationale Gewässer, die von der UN mit dem sogenannten Donut Hole Agreement beigelegt werden konnten. Im Unterschied zum Donut Hole, das mehr als 60-mal größer ist als das Peanut Hole, erholten sich die Fischbestände im Ochotskischen Meer schnell. Gleichzeitig beschloss die Duma mit dem russischen Memorandum am 16. April 1993, jeglichen Fischfang im zentralen Ochotskischen Meer – auch für russische Flotten – zu verbieten, das zwei Monate später in Kraft trat. Südkorea und China legten Protest dagegen ein, einigten sich dann aber mit Russland, innerhalb der EEZ fischen zu dürfen. Offensichtlich erholten sich die Bestände auch deshalb, weil die russische Misswirtschaft durch allgemeinen Niedergang der Fischereiflotten gekennzeichnet war.: S. 456–457
Unabhängig davon trat am 16. November 1994 das 1982 beschlossene Seerechtsübereinkommen in Kraft, das von 60 Nationen ratifiziert worden war. Es konnte sicherstellen, dass sich bedrohte Fischbestände rasch wieder erholen konnten.: S. 457–458
Ein zweiter Lösungsschritt war der Antrag der Russischen Föderation bei den Vereinten Nationen, die Hochsee-Enklave rechtlich dem russischen EEZ-Gebiet zuzuschlagen, um zukünftige Konflikte zu vermeiden. Die wandernden Fischschwärme könnten nicht der einen oder anderen Zone zugeordnet werden und ein Abfischen außerhalb der EEZ-Gewässer hätte unmittelbar Einfluss auf die EEZ-Gewässer selbst. Im November 2013 akzeptierte der Unterausschuss der UN die russischen Argumente, sodass sich im März 2014 die Gesamtkommission der UN für den russischen Entwurf aussprechen konnte.